# Okręg Albertville
Okręg Albertville (fr. Arrondissement d'Albertville) – okręg w południowo-wschodniej Francji. Populacja wynosi 247 tysięcy.

## Podział administracyjny
W skład okręgu wchodzą następujące kantony:
- Aime,
- Albertville-Nord,
- Albertville-Sud,
- Beaufort,
- Bourg-Saint-Maurice,
- Bozel,
- Grésy-sur-Isère,
- Moûtiers,
- Ugine.